# Kio & Gus
Kio & Gus è un breve racconto pubblicato nel 1982 dal filosofo americano Matthew Lipman. L'opera, tradotta in italiano nel 1999, fa parte del ciclo Philosophy for Children,  una collana di sette racconti curati dallo stesso Lipman, la quale propone un ciclo di letture che va dalla scuola d'infanzia alla scuola secondaria di secondo grado: Kio & Gus è il terzo di questi racconti, preceduto da Pixie (1981) e seguito da Elfie (Elfie, 1987), ed è rivolto alle classi terze e quarte della scuola primaria. Ogni racconto è legato ai relativi manuali, i quali chiariscono le principali questioni filosofiche del racconto ed offrono esercizi, spunti per la discussione e suggerimenti didattici.
Nel testo vengono affrontati molti temi, tra i quali spicca il "costante porsi domande", evidente soprattutto nell'indole di Gus, la quale presenta la sua cecità non come ostacolo, ma come dote per essere sempre curiosi, per meravigliarsi di quello che succede attorno a noi e inoltre per percepire qualcosa in più che gli altri non possono (vedi incontro finale con le balene); la "natura", tutta la storia infatti è immersa e collegata alla natura, forse perché essa è stata la prima fonte di stupore per l'uomo e la prima fonte di risposte alle domande che gli venivano in mente di fronte a questo stupore; il "dialogo continuo", tutto il racconto è innestato su una sorta di dialogo continuo tra Kio e Gus, i quali ci raccontano tutto quel che gli accade e cercano dunque di renderci partecipi delle loro emozioni, sentimenti, riflessioni.

## Trama
Kio & Gus sono due amici inseparabili che raccontano le avventure che hanno avuto l'estate precedente: giocano con Roger, il gatto di Kio e di cui Gus fa un'imitazione divertentissima, parlano di Tchaikovsky, il cavallo di Gus che per poco non rompe l'osso del collo a Kio mentre lo cavalcava, giocano in riva al lago, ma sempre distanti dalla casa dei fantasmi per gli strani rumori che si sentono (anche se alla fine ci entreranno), e così via, ma la cosa davvero singolare è che alla base di tutte queste avventure c'è un continuo porsi domande da parte di entrambi e specialmente da parte di Gus, la quale, a causa della sua cecità, vuole sempre sapere che succede attorno a lei, cosa vedono, cosa percepiscono gli altri, portandola inoltre a compiere molteplici e profonde riflessioni.
Una sera, il nonno di Kio racconta al nipote una vicenda che gli capitò molti anni fa, quando era un uomo di mare: dopo un incidente sulla sua barca al largo di Terranova, il nonno stava quasi per perdere la vita, quando una balena gli salvò la vita. Il nonno racconta poi come ci sia stato un momento di intesa tra lui e Leviatano, il nome dato alla balena dal nonno, e come l'immagine della balena sia ancora vivida in lui, soprattutto grazie ad una voglia dalla forma particolare vicino al suo occhio. Questa storia affascinò così tanto Kio che il giorno dopo la raccontò subito a Gus. Dopo poco tempo, Kio nota che il nonno non è del suo solito umore e quindi gli chiede cosa c'è che non va: il nonno gli risponde che sta pensando alle balene e che il momento più adatto per vederle è l'estate. Di fronte al desiderio del nonno, Kio propone al nonno di partire tutti quanti – famiglia di Kio e famiglia di Gus – per andare a vedere le balene. La comitiva dunque parte alla volta della costa per cercare le balene. Giunti a destinazione, il gruppo noleggia una barca e prendono il largo, tra onde alte e minacciose: ma ecco che in lontananza il nonno prima e tutto il gruppo poi scorgono delle balene, mentre Gus sente la loro voce. Dopo essersi avvicinati ancora di più con l'imbarcazione, Kio tutto entusiasta strilla che ha intravisto in una delle balene la voglia descritta dal nonno e ancora come essa sembra aver sorriso al nonno, teoria confermato dal nonno stesso. Infine, Kio chiede a Gus che cosa ha sentito nella loro voce e la bambina risponde: “Vi prego… Vi prego… Vi prego”, lasciando così il finale della storia avvolto nel mistero.

## Personaggi
Kio
Un bambino di 7 anni attivo, spiritoso e grande amico di Gus, con la quale affronta molte avventure.
Gus
Diminutivo per Augusta, è una bambina cieca, curiosa, sempre volenterosa di imparare e grande amica di Kio, con il quale affronta molte avventure.
Suki
Sorella maggiore di Kio.
Bruno
Fratello maggiore di Gus.
Nonni materni di Kio e Suki
Genitori di Gus e Bruno
Roger
Gatto di Kio.
Tchaikovsky
Cavallo di Gus.

## Edizioni
- (MT) Matthew Lipman, Mark U Rita, traduzione di Mary Rose Cordina, 1997.
- (CA) Matthew Lipman, Kio i Gus, traduzione di Bosch, C.S., 1994, ISBN 8476027001.
- Matthew Lipman, Kio e Gus, traduzione di Paola Rizzi, 1999, ISBN 8820728729.